# European Masters 2020 (stagione 2019-2020)
Lo European Masters 2020 è il diciassettesimo evento della stagione 2019-2020 di snooker ed è la 4ª edizione di questo torneo che si è disputato dal 22 al 26 gennaio 2020 a Dornbirn in Austria.
È il primo torneo stagionale della BetVictor European Series 2020.
1° European Masters, 1º torneo della BetVictor European Series e 17º titolo Ranking per Neil Robertson.
Finale 2018: Jimmy Robertson è il campione in carica dopo aver battuto per 9-6 Joe Perry nella finale della scorsa edizione nella quale ha ottenuto il suo 1º successo in questo torneo.

## Montepremi
- Vincitore: £80.000
- Finalista: £35.000
- Semifinalisti: £17.500
- Quarti di Finale: £11.000
- Sedicesimi di Finale: £6.000
- Trentaduesimi di Finale: £4.000
- Sessantaquattresimi di Finale: £3.000
- Miglior Break della competizione: £5.000

## Tabellone delle qualificazioni
Le qualificazioni si sono disputate tra il 17 e il 19 dicembre 2019 a Barnsley in Inghilterra.

### Turno 1
| Giocatore          | Giocatore             | Risultato |
| ------------------ | --------------------- | --------- |
| Jimmy Robertson    | Martin O'Donnell      | 3 - 5     |
| Daniel Wells       | Billy Joe Castle      | 5 - 3     |
| Anthony McGill     | Mitchell Mann         | 4 - 5     |
| Michael Holt       | Sunny Akani           | 5 - 1     |
| Joe Perry          | Tian Pengfei          | 4 - 5     |
| Chang Bingyu       | James Cahill          | 4 - 5     |
| Ali Carter         | Zhang Jiankang        | 5 - 3     |
| Dominic Dale       | Peter Lines           | 5 - 4     |
| Elliot Slessor     | Robert Milkins        | 2 - 5     |
| Tom Ford           | Andrew Higginson      | 5 - 3     |
| Peter Ebdon        | Zhang Anda            | 5 - 4     |
| Ding Junhui        | Alexander Ursenbacher | 5 - 1     |
| Mei Xiwen          | Alan McManus          | 5 - 3     |
| Scott Donaldson    | Riley Parsons         | 5 - 1     |
| Chen Zifan         | Louis Heathcote       | 5 - 2     |
| Kyren Wilson       | Si Jiahui             | 5 - 4     |
| John Higgins       | Lei Peifan            | 5 - 2     |
| Soheil Vahedi      | Yuan Sijun            | 2 - 5     |
| Mark Davis         | Fraser Patrick        | 3 - 5     |
| Liam Highfield     | Fergal O'Brien        | 4 - 5     |
| David Gilbert      | Jordan Brown          | 2 - 5     |
| Robbie Williams    | Matthew Stevens       | 5 - 3     |
| Thepchaiya Un-Nooh | Chen Feilong          | 5 - 3     |
| Luo Honghao        | Anthony Hamilton      | 5 - 4     |
| Ross Muir          | Kurt Maflin           | 2 - 5     |
| Graeme Dott        | Thor Chuan Leong      | 5 - 1     |
| Liang Wenbó        | Chris Wakelin         | 5 - 1     |
| Stuart Bingham     | Duane Jones           | 5 - 1     |
| Adam Stefanow      | Li Hang               | 1 - 5     |
| Lyu Haotian        | Igor Figueiredo       | 5 - 3     |
| Gerard Greene      | Brandon Sargeant      | 5 - 4     |
| Neil Robertson     | Nigel Bond            | 5 - 2     |
| Mark Williams      | Craig Steadman        | 5 - 4     |
| Eden Sharav        | John Astley           | 5 - 4     |
| Zhou Yuelong       | Bai Langning          | 5 - 4     |
| David Grace        | Alex Borg             | 5 - 2     |
| Jack Lisowski      | Hossein Vafaei        | 5 - 4     |
| Jamie O'Neill      | Jackson Page          | 4 - 5     |
| Yan Bingtao        | Sam Baird             | 5 - 2     |
| Jamie Clarke       | Andy Hicks            | 4 - 5     |
| David Lilley       | Simon Lichtenberg     | 5 - 4     |
| Ryan Day           | Paul Davison          | 5 - 1     |
| Joe O'Connor       | Lee Walker            | 3 - 5     |
| Barry Hawkins      | Ross Bulman           | 5 - 4     |
| Florian Nuessle    | Jak Jones             | 4 - 5     |
| Matthew Selt       | Mike Dunn             | 5 - 0     |
| Jimmy White        | Hammad Miah           | 5 - 4     |
| Mark Selby         | Ken Doherty           | 5 - 4     |
| Mark Allen         | Mark King             | 5 - 2     |
| Lu Ning            | Oliver Lines          | 5 - 3     |
| Ricky Walden       | Marco Fu              | 3 - 5     |
| Fan Zhengyi        | Ben Woollaston        | 2 - 5     |
| Shaun Murphy       | Ashley Carty          | 5 - 2     |
| Kishan Hirani      | Alfie Burden          | 0 - 5     |
| Xiao Guodong       | Andy Lee              | 5 - 3     |
| Xu Si              | Lukas Kleckers        | 1 - 5     |
| Kacper Filipiak    | Mark Joyce            | 5 - 3     |
| Gary Wilson        | Barry Pinches         | 5 - 3     |
| Luca Brecel        | Michael Georgiou      | 5 - 4     |
| Stephen Maguire    | Martin Gould          | 3 - 5     |
| Michael White      | Harvey Chandler       | 5 - 0     |
| Noppon Saengkham   | Rod Lawler            | 3 - 5     |
| Zhao Xintong       | Sam Craigie           | 5 - 0     |
| Judd Trump         | Ian Burns             | 3 - 5     |

### Turno 2
| Giocatore          | Giocatore       | Risultato |
| ------------------ | --------------- | --------- |
| Martin O'Donnell   | Daniel Wells    | 3 - 5     |
| Mitchell Mann      | Michael Holt    | 3 - 5     |
| Tian Pengfei       | James Cahill    | 5 - 0     |
| Ali Carter         | Dominic Dale    | 5 - 2     |
| Robert Milkins     | Tom Ford        | 5 - 2     |
| Peter Ebdon        | Ding Junhui     | 3 - 5     |
| Mei Xiwen          | Scott Donaldson | 4 - 5     |
| Chen Zifan         | Kyren Wilson    | 1 - 5     |
| John Higgins       | Yuan Sijun      | 5 - 2     |
| Fraser Patrick     | Fergal O'Brien  | 3 - 5     |
| Jordan Brown       | Robbie Williams | 1 - 5     |
| Thepchaiya Un-Nooh | Luo Honghao     | 5 - 4     |
| Kurt Maflin        | Graeme Dott     | 0 - 5     |
| Liang Wenbó        | Stuart Bingham  | 5 - 4     |
| Li Hang            | Lyu Haotian     | 4 - 5     |
| Gerard Greene      | Neil Robertson  | 3 - 5     |
| Mark Williams      | Eden Sharav     | 5 - 0     |
| Zhou Yuelong       | David Grace     | 5 - 2     |
| Jack Lisowski      | Jackson Page    | 4 - 5     |
| Yan Bingtao        | Andy Hicks      | 5 - 1     |
| David Lilley       | Ryan Day        | 5 - 0     |
| Lee Walker         | Barry Hawkins   | 1 - 5     |
| Jak Jones          | Matthew Selt    | 5 - 2     |
| Jimmy White        | Mark Selby      | 2 - 5     |
| Mark Allen         | Lu Ning         | 0 - 5     |
| Marco Fu           | Ben Woollaston  | 5 - 0     |
| Shaun Murphy       | Alfie Burden    | 2 - 5     |
| Xiao Guodong       | Lukas Kleckers  | 5 - 2     |
| Kacper Filipiak    | Gary Wilson     | 1 - 5     |
| Luca Brecel        | Martin Gould    | 5 - 2     |
| Michael White      | Rod Lawler      | 5 - 1     |
| Zhao Xintong       | Ian Burns       | 5 - 2     |

## Avvenimenti

### Sedicesimi di Finale
Il giorno prima dell'inizio del torneo Yan Bingtao annuncia il forfait a causa di un forte dolore alla schiena. Nella prima giornata passano tutti i favoriti tranne Kyren Wilson che viene eliminato da Scott Donaldson. Il giorno dopo Mark Williams perde al decisivo 5-4 contro Zhou Yuelong dopo essere stato avanti 4-3.

### Ottavi di Finale
Negli ottavi iniziano le sorprese: John Higgins dopo essere stato avanti 4-2 nella sfida contro Thepchaiya Un-Nooh perde 5-4 e Ding si fa battere 2-5 da Scott Donaldson. Il match tra Barry Hawkins e Mark Selby si sviluppa in maniera anomala: quest'ultimo va sotto in poco tempo di quattro frames e riesce in altrettanto poco tempo a rimettere in piedi la partita sul 4-4. Al decider è però Hawkins ad andare subito in vantaggio con una serie di 50 punti e a vincere sfruttando un errore di Selby su una biglia rosa. Vittorie convincenti per Neil Robertson, Zhou Yuelong, Marco Fu e Gary Wilson, mentre Ali Carter batte 5-4 al decisivo Michael Holt.

### Quarti di Finale
Nel pomeriggio Robertson chiude rapidamente 5-1 il match contro Un-Nooh, così come Carter che con lo stesso risultato batte Donaldson. Passano in semifinale anche Zhou Yuelong nel giorno del suo 22º compleanno e Gary Wilson che nei match serali fermano rispettivamente Hawkins e Marco Fu.

### Semifinali
Le due semifinali si svolgono in maniera opposta: Robertson batte Carter abbastanza velocemente con un risultato inaspettato, ovvero 6-1. Zhou Yuelong e Gary Wilson giocano una partita durata più di 5 ore, vinta dal cinese al decider 6-5.

### Finale
Si tratta della 27ª finale in un titolo Ranking per l'australiano Neil Robertson, mentre per il cinese Zhou Yuelong è la prima. La prima sessione viene dominata da Robertson che vince ogni frames realizzando anche due centoni. Nella seconda sessione Robertson chiude il conto vincendo il primo torneo valevole per la classifica della stagione.

## Fase a eliminazione diretta
| Sedicesimi di Finale   | Ottavi di Finale       | Quarti di Finale       | Semifinali                | Finale                  |
| ---------------------- | ---------------------- | ---------------------- | ------------------------- | ----------------------- |
| Al meglio dei 9 frames | Al meglio dei 9 frames | Al meglio dei 9 frames | Al meglio degli 11 frames | Al meglio dei 17 frames |

### Sedicesimi di Finale
| Giocatore       | Giocatore          | Risultato       |
| --------------- | ------------------ | --------------- |
| Daniel Wells    | Michael Holt       | 0 - 5           |
| Tian Pengfei    | Ali Carter         | 3 - 5           |
| Robert Milkins  | Ding Junhui        | 0 - 5           |
| Scott Donaldson | Kyren Wilson       | 5 - 2           |
| John Higgins    | Fergal O'Brien     | 5 - 2           |
| Robbie Williams | Thepchaiya Un-Nooh | 2 - 5           |
| Graeme Dott     | Liang Wenbó        | 5 - 3           |
| Lyu Haotian     | Neil Robertson     | 2 - 5           |
| Mark Williams   | Zhou Yuelong       | 4 - 5           |
| Jackson Page    | Yan Bingtao        | 5 - 0 (Forfait) |
| David Lilley    | Barry Hawkins      | 2 - 5           |
| Jak Jones       | Mark Selby         | 2 - 5           |
| Lu Ning         | Marco Fu           | 3 - 5           |
| Alfie Burden    | Xiao Guodong       | 3 - 5           |
| Gary Wilson     | Luca Brecel        | 5 - 1           |
| Michael White   | Zhao Xintong       | 2 - 5           |

### Ottavi di Finale
| Giocatore     | Giocatore          | Risultato |
| ------------- | ------------------ | --------- |
| Michael Holt  | Ali Carter         | 4 - 5     |
| Ding Junhui   | Scott Donaldson    | 2 - 5     |
| John Higgins  | Thepchaiya Un-Nooh | 4 - 5     |
| Graeme Dott   | Neil Robertson     | 2 - 5     |
| Zhou Yuelong  | Jackson Page       | 5 - 3     |
| Barry Hawkins | Mark Selby         | 5 - 4     |
| Marco Fu      | Xiao Guodong       | 5 - 2     |
| Gary Wilson   | Zhao Xintong       | 5 - 1     |

### Quarti di Finale
| Giocatore          | Giocatore       | Risultato |
| ------------------ | --------------- | --------- |
| Ali Carter         | Scott Donaldson | 5 - 1     |
| Thepchaiya Un-Nooh | Neil Robertson  | 1 - 5     |
| Zhou Yuelong       | Barry Hawkins   | 5 - 2     |
| Marco Fu           | Gary Wilson     | 3 - 5     |

### Semifinali
| Giocatore    | Giocatore      | Risultato |
| ------------ | -------------- | --------- |
| Ali Carter   | Neil Robertson | 1 - 6     |
| Zhou Yuelong | Gary Wilson    | 6 - 5     |

### Finale
| Messe Dornbirn, Dornbirn, Austria, 26 gennaio 2020 Arbitro: Maike Kesseler        | Messe Dornbirn, Dornbirn, Austria, 26 gennaio 2020 Arbitro: Maike Kesseler | Messe Dornbirn, Dornbirn, Austria, 26 gennaio 2020 Arbitro: Maike Kesseler |
| Neil Robertson (5)                                                                | 9 - 0                                                                      | Zhou Yuelong (32)                                                          |
| --------------------------------------------------------------------------------- | -------------------------------------------------------------------------- | -------------------------------------------------------------------------- |
| PRIMA SESSIONE: 1-0 2-0 3-0 4-0 5-0 6-0 7-0 8-0 (8-0) SECONDA SESSIONE: 9-0 (1-0) |                                                                            |                                                                            |
| MIGLIOR BREAK: 128 CENTURY BREAKS: 2                                              |                                                                            | MIGLIOR BREAK: 47 CENTURY BREAKS: 0                                        |
| Neil Robertson vince lo European Masters 2020                                     |                                                                            |                                                                            |

### Century Breaks(25)[17]
| N° | Giocatore          | Century Breaks | Miglior Break |
| -- | ------------------ | -------------- | ------------- |
| 1  | Neil Robertson     | 7              | 128           |
| 2  | Gary Wilson        | 5              | 106           |
| 3  | Zhou Yuelong       | 3              | 113           |
| 4  | Thepchaiya Un-Nooh | 2              | 146 (£5.000)  |
| =  | Barry Hawkins      | 2              | 102           |
| 5  | Mark Selby         | 1              | 136           |
| =  | Ding Junhui        | 1              | 131           |
| =  | Michael Holt       | 1              | 130           |
| =  | Xiao Guodong       | 1              | 121           |
| =  | Scott Donaldson    | 1              | 109           |
| =  | Graeme Dott        | 1              | 104           |
| =  | Liang Wenbó        | 1              | 102           |
| =  | Marco Fu           | 1              | 102           |

### Miglior Break nelle qualificazioni
| Giocatore        | Break | Avversario  |
| ---------------- | ----- | ----------- |
| Michael Georgiou | 142   | Luca Brecel |